# Großenehrich
Großenehrich là một thị xã ở huyện Kyffhäuser trong bang Thüringen, Đức. Đô thị này có diện tích 63,26 km², dân số thời điểm ngày 31 tháng 12 năm 2006 là 2870 người. Đô thị này tọa lạc 13 km về phía nam Sondershausen, và 34 km về phía tây bắc của Erfurt.